# 18
18（十八、じゅうはち、とおあまりやつ）は自然数、また整数において、17の次で19の前の数である。ラテン語では duodeviginti（ドゥオデーウィーギンティー）。

## 性質
- 18は合成数であり、正の約数は 1, 2, 3, 6, 9, 18 である。
  - 約数の和は39。
    - 自身を除く約数の和は21であり2番目の過剰数である。1つ前は12、次は20。
      - 過剰数の中で高度合成数でない最小の数である。次は20。

    - 約数の和が奇数になる7番目の数である。1つ前は16、次は25。
    - 約数の和が3の倍数になる10番目の数である。1つ前は17、次は20。

  - 1とその数以外で、4つの約数を持つ単偶数では最小の数である。
  - 約数の積は5832。
    - 約数の積の値がそれ以前の数を上回る9番目の数である。1つ前は12、次は20。(オンライン整数列大辞典の数列 A034287)
- 3番目の七角数である。1つ前は7、次は34。
- 6番目のリュカ数である。1つ前は11、次は29。
- 1/18 = 0.0555… (下線部は循環節で長さは1)
  - 逆数が循環小数になる数で循環節が1になる6番目の数である。1つ前は15、次は24。(オンライン整数列大辞典の数列 A070021)
  - 六進法では 1/30 = 0.02 となり、十二進法では 1/16 = 0.08 となる。
- 3乗した数の各桁の数の和が元の数になる数。つまり、183 = 5832 → 5 + 8 + 3 + 2 = 18 。1つ前は17、次は26。
  - このような数は6個あり、1, 8, 17, 18, 26, 27。(オンライン整数列大辞典の数列 A046459)
- 183 = 5832 , 184 = 104976 であるが、これには 0～9 までの全ての数が重複なく出現している。
- 九九では 2 の段で 2 × 9 = 18(にくじゅうはち)、3 の段で 3 × 6 = 18(さぶろくじゅうはち)、 6 の段で 6 × 3 = 18(ろくさんじゅうはち)、 9 の段で 9 × 2 = 18(くにじゅうはち)と 4 通りの表し方がある。
- 18! = 6402373705728000 である(16桁)。
- 各位の和が18になるハーシャッド数の最小は198、1000までに25個、10000までに335個ある。
  - 10000までの数で各位の和が18になるハーシャッド数は最多の数である。
- 12番目のハーシャッド数である。1つ前は12、次は20。
  - 9を基とする2番目のハーシャッド数である。1つ前は9、次は27。
  - 偶数という条件をつけると各位の和が9になる最小の数である。
- 各位の平方和が65になる最小の数である。次は47。(オンライン整数列大辞典の数列 A003132)
  - 各位の平方和が n になる最小の数である。1つ前の64は8、次の66は118。(オンライン整数列大辞典の数列 A055016)
- 各位の立方和が513になる最小の数である。次は81。(オンライン整数列大辞典の数列 A055012)
  - 各位の立方和が n になる最小の数である。1つ前の512は8、次の514は118。(オンライン整数列大辞典の数列 A165370)
- 18 = 1 × 3 × 6
  - 3連続三角数の積で表せる最小の数である。次は180。
  - 18 = 3 × 3! = 4! − 3!
    - n = 3 のときの n × n! の値とみたとき1つ前は4、次は96。(オンライン整数列大辞典の数列 A001563)
- 異なる平方数の和で表せない31個の数の中で9番目の数である。1つ前は15、次は19。
- 約数の和が18になる数は2個ある。(10, 17) 約数の和2個で表せる2番目の数である。1つ前は12、次は31。
  - 約数の和 n 個で表せる n 番目の数である。1つ前は1、次は48。
- 18 = 9 + 9
  - 10進数における1桁＋1桁の最大の数である。
- 各位の積が8となる2番目の数である。1つ前は8。次は24。(オンライン整数列大辞典の数列 A199989)
- 18 = 33 − 32
  - n = 3 のときの n3 − n2 の値とみたとき1つ前は4、次は48。(オンライン整数列大辞典の数列 A045991)
- 18 = 2 × 32
  - n = 2 のときの n × 3n の値とみたときで1つ前は3、次は81。(オンライン整数列大辞典の数列 A036290)
  - n = 3 のときの 2 × n2 の値とみたとき1つ前は8、次は32。(オンライン整数列大辞典の数列 A001105)
  - n = 2 のときの 2 × 3n の値とみたとき1つ前は6、次は54。(オンライン整数列大辞典の数列 A008776)
  - 18 = 9 × 2
    - n = 1 のときの 9 × 2n の値とみたとき1つ前は9、次は36。(オンライン整数列大辞典の数列 A005010)

  - 2つの異なる素因数の積で p2 × q の形で表せる2番目の数である。1つ前は12、次は20。(オンライン整数列大辞典の数列 A054753)
  - 18 = 21 × 32 、2i × 3j (i ≧ 1, j ≧ 1) で表せる3番目の数である。1つ前は12、次は24。(オンライン整数列大辞典の数列 A033845)
- 18 = 12 + 12 + 42
  - 3つの平方数の和1通りで表せる8番目の数である。1つ前は17、次は19。(オンライン整数列大辞典の数列 A025321)
- 18 = 3 × 21 × (22 − 1)
  - n = 2 のときの 3 × 2n−1 × (2n − 1) の値である。1つ前は3、次は84。(オンライン整数列大辞典の数列 A103897)
  - 完全数6の3倍の数である。
- n3 の数を昇順に並べた数とみたとき1つ前は1、次は1827。(オンライン整数列大辞典の数列 A019522)
- 18 = 360 ÷ 20
  - 角度の1/20周は18°である。また、正二十角形の中心角も18°である。
  - sin 18°= 1/2φ (ただしφは黄金数)(オンライン整数列大辞典の数列 A019827)

## その他 18 に関連すること
- 18の接頭辞：octodeci（拉）、octadeca, octakaideca（希）
- 18倍を英語でオクトデキュプル (octodecuple) という。
- 18は、E24系列の標準数。
- 周期表の族は 18。また、M殻に入る電子の最大数は 18。
- 第18族元素を貴ガスという。
- 原子番号18の元素は、アルゴン (Ar)。
- 理論上考えられる炭素数8のアルカンの異性体の数は18。
- 1斗がおよそ18リットルであり、その名残が灯油の販売単位、18リットル缶などにみられる。
- 第18代天皇は反正天皇。
- 第18代内閣総理大臣は寺内正毅。
- 通算して第18代の征夷大将軍は足利義詮（室町幕府第2代将軍）。
- 大相撲第18代横綱は大砲万右エ門。
- アメリカ合衆国第18代大統領はユリシーズ・グラント。
- アメリカ合衆国の18番目の州はルイジアナ州。
- JIS X 0401、ISO 3166-2:JPの都道府県コードの「18」は福井県。
- 殷朝第18代帝は陽甲。
- 周朝第18代王は襄王。
- 第18代ローマ教皇はポンティアヌス（在位：230年7月21日～235年9月25日）である。
- タロットの大アルカナで XVIII は月。
- 易占の六十四卦で第18番目の卦は山風蠱。
- 紀元前1000年頃のバビロニアの天文学においては、三つの帯（赤道帯より北、赤道帯、赤道帯より南）に、18のサインが位置づけられていた。現在の黄道12宮となったのは前5世紀末頃から。
- 1月18日は、年始からの数え日数が18日目に当てはまる。
- クルアーンにおける第18番目のスーラは洞窟である。
- クォークは色で分けて考えると18種類。
- 日本プロ野球において背番号18はエースナンバーとされ、主力投手がつけるものとされているが、「背番号18は投手が付けなければならない」という規定はなく、過去には背番号18の野手（北海道日本ハムファイターズ在籍時代の岡大海外野手）も存在した。
- 十八日月を居待月（いまちづき）という。
- ゴルフ競技のホール数は18。
- 中央競馬のフルゲートの最大頭数は、1991年の馬連発売開始以降18頭。
- F/A-18 ホーネットは、アメリカの戦闘攻撃機。
- Il-18 は、ソ連の旅客機。
- QF 18ポンド砲は、イギリスの野砲。
- 青春18きっぷは、JR の乗車券の一つ。学生を意識した名称だが、使用にあたって年齢制限は無い。
- 十八銀行は、長崎市に本社を置く地方銀行。
- 18KIN は、お笑いコンビ。
- 『おくさまは18歳』は、本村三四子の漫画及びこれを原作としたテレビドラマと映画。
- 『18 -eighteen-』は、北出菜奈のファーストアルバム。
- 『18』は、吉井和哉の7枚目のオリジナルアルバム。
- 「18人の音楽家のための音楽」は、スティーヴ・ライヒが作曲した、ミニマル・ミュージックの楽曲。
- 軍隊等
  - 大日本帝国陸軍第18方面軍
  - 第18軍
    - 大日本帝国陸軍第18軍
    - 第二次世界大戦時のドイツ陸軍第18軍
    - アメリカ陸軍第18空挺軍団
    - アメリカ空軍第18空軍

  - 各国の第18師団
  - 第18連隊
    - 大日本帝国陸軍歩兵第18連隊
    - 陸上自衛隊第18普通科連隊
    - フランス陸軍第18通信連隊
- 多くの国で18歳以上が、成人として定義される。日本では2022年4月1日までは成人年齢が20歳以上だったが、現在は他の国と同様に18歳以上が成人として定義されている。
  - 多くの国で選挙権は18歳以上で与えられる。日本では公職選挙法で1945年から選挙権年齢を20歳以上としていたが、2015年6月に改正公職選挙法が成立し18歳以上に引き下げられた[1]。
  - 皇室典範では、天皇・皇太子・皇太孫は、18歳で成人を迎える。
  - 民法では18歳から婚姻することができる。
  - 多くの国で18歳は、自動車の運転免許を取得できる年齢とされている。道路交通法では、普通自動車や大型自動二輪車、大型特殊自動車、けん引などの運転免許が18歳から取得できる。
  - 労働安全衛生法では、建設機械の操作免許・資格を18歳から取得できる。
  - 船舶職員及び小型船舶操縦者法では、1級小型船舶の免許（受験は17歳9ヶ月から）および大型船舶の免許を18歳から取得できる。
  - 航空法では、事業用の飛行機、ヘリコプター、飛行船、滑空機の操縦免許を18歳から取得できる。
- Jリーグ1部 (J1) の参加クラブ数は18（2005年度より）。
- テルスター18 - 2018 FIFAワールドカップで使用された公式球
- ルルドの聖母は18回出現した。
- モブキャストが運用していた、パズル式のロールプレイングゲーム「【18】キミト ツナガル パズル」[2]と、そのアニメ化作品「18if」。
- 「18」はアルファベットの1番目がA、8番目がHであることから、アドルフ・ヒトラー（Adolf Hitler）を意味する。団体『Combat 18』の名称のように、ネオナチや白人至上主義者が好んで用いる隠語となっている[3]。
- 朝鮮語の18（십팔、シッパル）が、英語の "Fuck you" に当たる 씨발（シッバル）と発音が似ている。そのため、韓国などで 씨발 (Fuck you) を意味するネットスラングとして、「18」が用いられることがある[4][5]。過去にはフジテレビのドラマ内で同スラングを用いた ダブルミーニングとも取れる内容の雑誌が登場し、話題になった。

## 十八個一組で数えるもの
- 歌舞伎十八番：助六・矢の根・関羽・不動・象引・毛抜・外郎売・暫・七つ面・解脱・嫐・蛇柳・鳴神・鎌髭・景清・不破・押戻・勧進帳。
- 十八宗：三論宗・法相宗・華厳宗・律宗・倶舎宗・成実宗・天台宗・真言宗・融通念仏宗・浄土宗・臨済宗・曹洞宗・浄土真宗・日蓮宗・時宗・普化宗・黄檗宗・修験宗。
- 武芸十八般：剣術・弓術・柔術・手裏剣術・槍術・薙刀術・棒術・杖術・鎖鎌術・水術・十手術・鉄扇術・捕縄術・馬術・抜刀術・砲術・刺又術・短刀術。
- 十八史略：史記・漢書・後漢書・三国志・晋書・宋書・南斉書・梁書・陳書・魏書・北斉書・周書・隋書・南史・北史・新唐書・新五代史・続宋編年資治通鑑。
- 十八学士：杜如晦・房玄齢・于志寧・蘇世長・薛収・褚亮・姚思廉・陸徳明・孔穎達・李玄道・李守素・虞世南・蔡允恭・顔相時・許敬宗・薛元敬・蓋文達・蘇勗。唐王朝における18人の文学館学士。
- 十八羅漢：十六羅漢に二人を追加した呼称。

## 符号位置
| 記号 | Unicode | JIS X 0213 | 文字参照            | 名称                                            |
| ---- | ------- | ---------- | ------------------- | ----------------------------------------------- |
| ⑱    | U+2471  | 1-13-18    | &#x2471; &#9329;    | CIRCLED DIGIT EIGHTEEN                          |
| ⒅    | U+2485  | -          | &#x2485; &#9349;    | PARENTHESIZED DIGIT EIGHTEEN                    |
| ⒙    | U+2499  | -          | &#x2499; &#9369;    | DIGIT EIGHTEEN FULL STOP                        |
| ⓲    | U+24F2  | 1-12-18    | &#x24F2; &#9458;    | DOUBLE CIRCLED DIGIT EIGHTEEN                   |
| 🔞   | U+1F51E | -          | &#x1F51E; &#128286; | 18歳未満禁止マーク NO ONE UNDER EIGHTEEN SYMBOL |